# إمارة بوشهر
إمارة بوشهر هي دولة عربية شبه مستقلة تحكمها سلالة آل مذكور اتخذت من مدينة بوشهر عاصمة لها واتسعت حدودها لتشمل جزر البحرين.

## حكام آل مذكور
| الحاكم                        | فترة الحكم | فترة الحكم | حياة الحاكم | حياة الحاكم | ملاحظات                  |
| الحاكم                        | من         | إلى        | من          | إلى         | ملاحظات                  |
| ----------------------------- | ---------- | ---------- | ----------- | ----------- | ------------------------ |
| ناصر خان بن مذكور المطروشي    | 1734       | 1749       |             |             | ويرجع نسبهم إلى المطاريش |
| نصر بن ناصر خان آل مذكور      | 1749       | 1789       | 1709        |             |                          |
| نصر الثاني بن نصر بن ناصر خان | 1789       | 1807       |             |             |                          |
| عبد الرسول بن نصر الثاني      | 1807       | 1832       |             | 1832        | ثم قـُتـِل                 |
| نصر الثالث بن عبد الرسول      | 1832       | 1849       |             | 1857        |                          |